# Rezerwat przyrody Roskosz
Roskosz – torfowiskowy rezerwat przyrody znajdujący się na terenie gmin Dorohusk oraz Kamień, w powiecie chełmskim, w województwie lubelskim. Leży w granicach Chełmskiego Parku Krajobrazowego, na terenie Nadleśnictwa Chełm.
- położenie geograficzne: Obniżenie Dubieńskie
- powierzchnia (według aktu powołującego): 472,79 ha
- rok utworzenia: 1990
- dokument powołujący: Zarządzenie Ministra Ochrony Środowiska, Zasobów Naturalnych i Leśnictwa z dnia 26 listopada 1990 roku w sprawie uznania za rezerwaty przyrody (MP nr 48, poz. 366).
- przedmiot ochrony (według aktu powołującego): zachowanie unikatowych zbiorowisk torfowisk węglanowych, jak też ostoi chronionych i rzadkich gatunków ptaków.

Pośród pokrywających znaczną część torfowisk rezerwatu zwartych łanów kłoci wiechowatej, zespołów roślinnych z turzycą Buxbauma, turzycą Davalla i marzycą rudą rozrzucone są wysepki z murawami kserotermicznymi z lnem złocistym, co jest zjawiskiem unikalnym w skali kraju i Europy.
Stwierdzono występowanie na terenie rezerwatu aż 504 gatunków roślin naczyniowych, 21 gatunków porostów, 4 gatunków wątrobowców oraz 40 gatunków mchów właściwych. Do występujących tu roślin chronionych należą m.in.: pełnik europejski, zawilec wielkokwiatowy, len złocisty, gnidosz królewski, kukułka krwista, storczyk kukawka.
Faunę reprezentują m.in. 43 gatunki ptaków (m.in. błotniak łąkowy, błotniak  stawowy, bąk, żuraw, bekas dubelt, rycyk, kulik wielki, sowa błotna czy zagrożona wyginięciem w skali globalnej wodniczka), 52 gatunki motyli dziennych oraz 53 gatunki motyli nocnych z rodziny omacnicowatych.